# Lunares Murales
Lunares Murales è il terzo volume di poesie del fiorentino Alberto Caramella, uscito per Le Lettere nel 1999. Il libro è accompagnato da una prefazione di Maurizio Cucchi e da una postfazione di Cesare Cavalleri.

## L'opera
il titolo del volume per Claudio Mariotti  dovrebbe richiamare i due poli opposti su cui si innesta la poesia caramelliana e che fa di essa una poesia tragica, ossia la leggerezza della luna e la pesantezza del murales (che richiama i lavori caratterizzati da un forte impegno politico e sociale della Scuola Messicana degli anni ’30-’40); per Maurizio Cucchi  il termine murales deve essere messo in relazione con la generosità caramelliana: tanto poderosi i murales, tanto poderosa la produzione poetica dell'autore; per Emerico Giachery-Noemi Giachery,: «In murales il significato più ovvio rimanda alla vigorosa pittura murale spontanea, che ha creato un costume e uno stile, ma non esclude certo la solida presenza e durezza di un muro (e allora murales recupera la sua originaria natura di attributo, in parallelo appunto con lunares da cui non va separato), l’esigenza viva di quel murare, di quel costruire con materiali durevoli che è alla base del grande sogno congiunto, poca fa illustrato, del poeta architetto e dell’architetto poeta».
Come recita l'autore in esergo, il libro completa il ciclo iniziato con Mille scuse per esistere e proseguito con I viaggi del Nautilus. Come i due precedenti, presenta sempre un gran numero di poesie ed è diviso in cinque parti intitolate rispettivamente Vacanza, Deserto amore, L'età moderna e Volto senza volto.
Anche in questo volume, la poesia di Caramella si segnala per la celebrazione dell'esistenza e della festa della vita, come si può vedere, ad esempio, con queste due poesie, la seconda delle quali chiude l'opera:
Come segnalato da Cucchi, in questo libro «si afferma, in modo netto, la generosità di questo poeta, una generosità nei confronti dell'esistere che è una forma di energia intensa e diffusa» e che fa sì che questo volume, come i precedenti, sia poderoso: Caramella non può restringere la sua ispirazione in un numero limitato di poesie.
Il volume contiene anche un ritratto del poeta ad opera del fotografo Cantini, mentre nella prima di copertina e nella quarta spicca la fotografia di una statuetta di un gufo.

## Edizioni
- Lunares Murales, Firenze, Le Lettere, 1999.